# Bohdan Kleczyński (malarz)
Bohdan Kleczyński (ur. 1852 w Dubnie, zm. 26 kwietnia 1920 w Krakowie) – polski malarz działający na Ukrainie, w Polsce i w Niemczech.

## Życiorys
Syn Bronisława i Marii z d. Makowieckiej, ziemiańskiej rodziny kresowej. Uczęszczał do szkół w Odessie i Krakowie, studiował ekonomię na uniwersytecie Ruprechta-Karola w Heidelbergu. Następnie zamieszkał w Warszawie, gdzie rozpoczął studia malarstwa pod kierownictwem Wojciecha Gersona. W roku 1880 kształcił się krótko we Florencji, po czym rozpoczął studia na Akademii Sztuk Pięknych w Monachium (na początku listopada 1880 r. zgłosił się do Naturklasse). Uzupełniał wykształcenie w pracowni Józefa Brandta w Monachium.
W Monachium stworzył wiele obrazów poświęconych polskiej przyrodzie. Szczególnym powodzeniem cieszyły się obrazy przedstawiające konie – w swobodzie i w zaprzęgu – oraz sceny myśliwskie. W jego twórczości były widoczne wpływy dzieł Juliusza Kossaka, Alfreda Wierusz-Kowalskiego i Józefa Chełmońskiego. Obrazy szczególnie udane powtarzał wielokrotnie, zmieniając tylko niektóre szczegóły.
W roku 1888 uczestniczył w jubileuszowej wystawie w Monachium. Wystawiał prace również na wystawach w Towarzystwie Zachęty Sztuk Pięknych w Warszawie (1879–1881, 1889) oraz w Salonie Krywulta (1883,1888–1889) oraz w Towarzystwie Przyjaciół Sztuk Pięknych w Krakowie (1881, 1883).
W roku 1888 po ukończeniu studiów przeniósł się do Zielonego Rogu w powiecie humańskim, w guberni kijowskiej, a w rok później do majątku Knyszkowice na Podolu, gdzie zajął się hodowlą koni. Obrazy z tego okresu, poświęcone widokom Ukrainy, przepadły podczas I wojny światowej. Od roku 1916 zamieszkał w Krakowie. Pochowany na cmentarzu Rakowickim w grobie rodzinnym (w ewidencji Zarządu Cmentarza wpisany jako Bogdan Kleczyński). Pozostawił po sobie trzech synów: Szczęsnego, Edwarda i Bohdana.

## Galeria

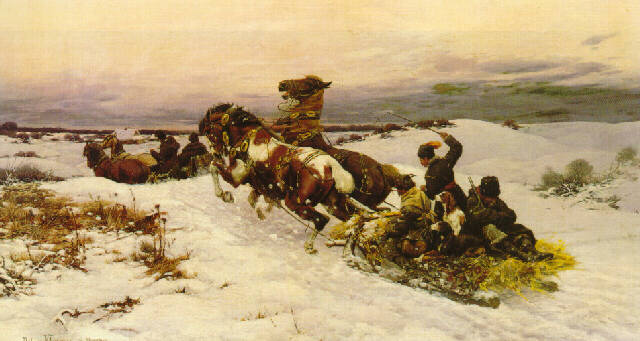
Powrót z polowania
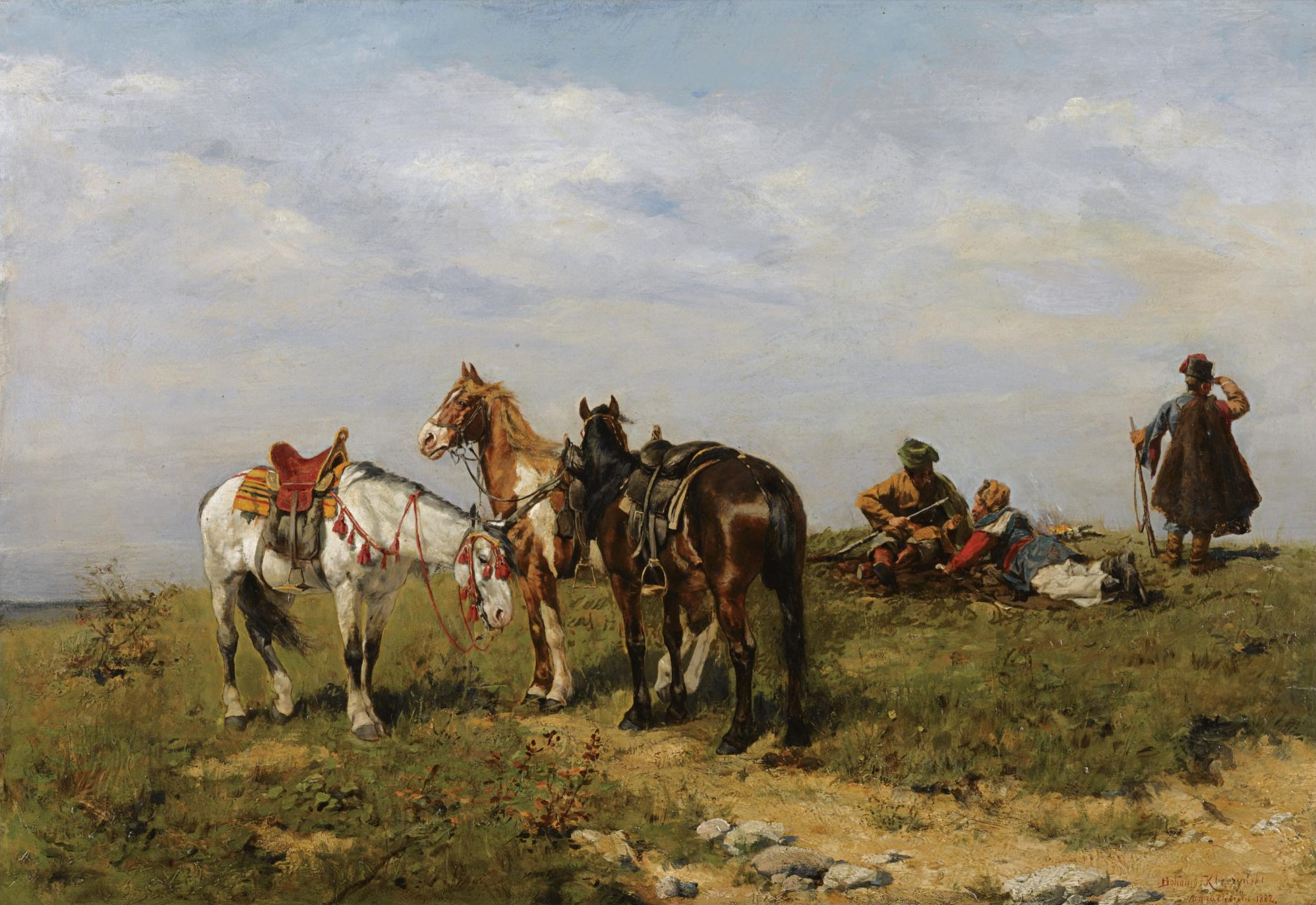
Odpoczywający Kozacy
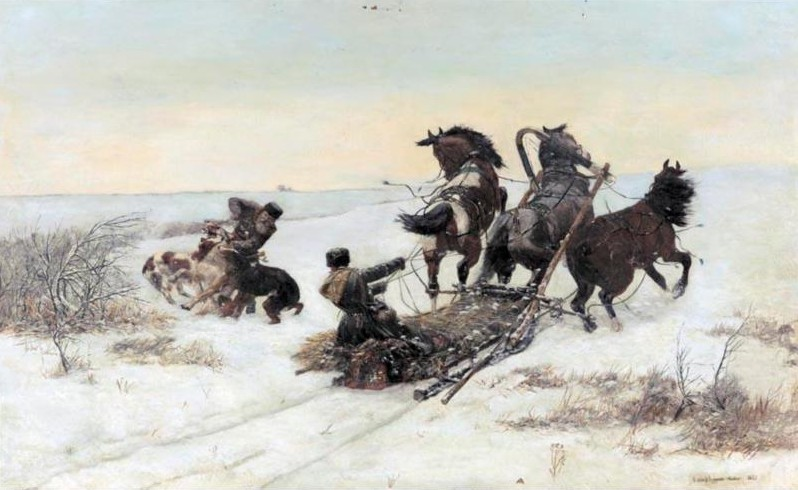
Napad wilków